# Ole Kjær
Ole Kjær (16 de agosto de 1954) é um ex-futebolista profissional dinamarquês, que atuava como goleiro.

## Carreira
Ole Kjær representou a Seleção Dinamarquesa de Futebol na Eurocopa de 1984 